# Air Archipels
 (août 2022).
Air Archipels est une compagnie aérienne privée qui exerce ses activités en Polynésie française.

## Entreprise
Air Archipels a été créée en 1996 et est une filiale à 100 % du groupe Air Tahiti. Proposant des vols à la carte en Polynésie Française, la compagnie effectue 1800 heures de vol par an, dont une grande partie dans le cadre des évacuations sanitaires urgentes.

## Activité
Air Archipels dessert l'ensemble des îles de Polynésie ouvertes à la circulation aérienne publique en dehors de Ua Pou et Ua Huka.
La compagnie effectue des vols pour les organismes du pays et pour la société mère, mais son activité principale reste les évacuations sanitaires à bord d'appareils médicalisés.
La compagnie propose également des vols privés sur mesure.

## Centre d'entretien
La compagnie Air Archipels dispose de son propre service de maintenance. Elle dispose d’un atelier de maintenance sur Tahiti.. Son service de maintenance est agréé PART 145. 

## Historique
Filiale de la compagnie locale de transport inter-îles Air Tahiti, c’est en 1996 qu’Air Archipels a vu le jour. L’objectif était de doter la Polynésie française d’une compagnie à taille humaine pouvant offrir une réactivité et une souplesse de fonctionnement nécessaires à la prise en charge des évacuations sanitaires d’urgence. À cette époque, Air Archipels exploite un Cessna Conquest C441. Sa principale activité est d’effectuer des évacuations sanitaires entre les îles et Tahiti.
Dès 1997, l’arrivée d’un Beechcraft dans la flotte de la compagnie lui permet de proposer à sa clientèle un service vol à la demande version « VIP ».
En 2005, deux nouveaux Beechcraft Super King viennent renouveler la flotte et Air Archipels reçoit l’agrément d’Organisme de gestion du maintien de la navigabilité.
En 2006, la flotte d’Air Archipels est composée de trois Beechcraft Super King Air B200. La compagnie effectue des vols inter îles aux Tuamotu pour le compte d’Air Tahiti.
En 2009, un Beechcraft 200, appartenant au Haut-commissariat de la République en Polynésie française est intégré à la liste de flotte d’Air Archipels pour y effectuer des missions de service public. La flotte d’air Archipels passe donc à quatre avions Beechcraft Super King Air B200.
En 2011, Air Archipels reprend l'activité de désenclavement aux îles Marquises pour le compte d'Air Tahiti. La flotte est dorénavant composée de trois Beechcraft Super King Air B200 et de deux Twin Otter DHC6-300.
En 2021, Le groupe Air Tahiti décide d'un plan social à la suite de la perte du marché lié aux Twin Otter. Les deux twins otter sont arrêtés. Air Archipels se focalise alors sur le marché des B200: évacuations sanitaires, vols charters et des vols réguliers pour la maison mère Air Tahiti. 
En 2022, Air Archipels se dote de deux nouveaux avions B260 équipés l'un d'une porte cargo et d'un banc médicalisé et l'autre d'une porte normale en configuration VIP.
En 2023, Air Archipels se sépare du deuxième B200. La flotte se compose alors de 2 B260 et 1 B200.

## Flotte
1 Beechcraft B200 King Air
2 Beechcraft 260 (1 porte cargo / médialisé et 1 porte normal / VIP)

## Sources
- Site Air Archipels